# Dân Hùng

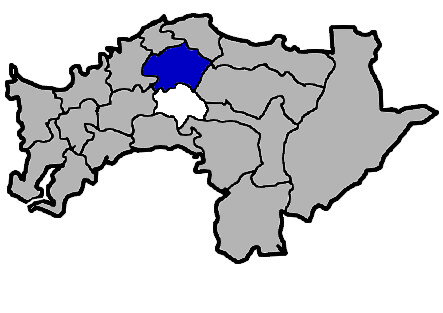
Vị trí tại huyện Gia Nghĩa

Dân Hùng (tiếng Trung: 民雄鄉; bính âm: Mínxióng Xiāng) là một hương (xã) của huyện Gia Nghĩa, tỉnh Đài Loan, Trung Hoa Dân Quốc (Đài Loan). Hương có địa hình bằng phẳng của vùng đồng bằng Gia Nam. Trên địa bàn hương có trường Đại học Quốc lập Trung Chính, trường Đại học Quốc lập Gia Nghĩa và trường Đại học Khoa học-Kỹ thuật Ngô Phượng. Tổng diện tích của Dân Hùng là 85,4969 km², dân số vào tháng 8 năm 2011 là 72.446 người thuộc 23.016 hộ gia đình, mật độ cư trú đạt 847,4 người/km².